# Angelo Crescenzo
Angelo Crescenzo (Sarno, 5 agosto 1993) è un karateka italiano, specializzato nel Kumite.

## Biografia

Angelo Crescenzo sul podio dei mondiali di Madrid 2018

Si avvicina agli sport da combattimento all'età di 5 anni, iniziando a praticare kickboxing presso la società sportiva Pentathlon Club. 
Laureatosi campione italiano nel 2000, lascia la kickboxing e inizia a praticare karate nel 2003 presso la Shirai Club del Maestro Antonio Califano.
Nel 2006 vince il suo primo titolo italiano giovanile nei cadetti (categoria 40kg) per poi ripetersi altre 11 volte negli anni successivi. Ai vertici del karate italiano, ottiene la sua prima convocazione in Nazionale nel gennaio 2009, anno che lo vedrà medaglia d'argento ai campionati europei di Parigi. Dopo due medaglie d'argento, nel 2011 conquista il titolo di campione europeo juniores a Novi Sad. 
Da subito ai vertici anche della categoria senior, nel 2015 vince il circuito internazionale della Premier League ottenendo il primato nel ranking mondiale. Successivamente nel 2018 conquista il titolo di Campione del Mondo a Madrid 2018, diventando il primo atleta italiano a ottenere il titolo iridato nella categoria 60kg. Lo stesso anno vince l'argento agli europei di Novi Sad 2018 nella categoria 60kg, perdendo in finale contro il macedone Emil Pavlov.
L'anno successivo si conferma vicecampione continentale della categoria di peso agli europei di Guadalajara 2019, dove viene sconfitto dal russo Evgeny Plakhutin.
Nel settembre 2018, a seguito dell'inserimento del karate come sport olimpico, inizia il percorso di qualificazione per Tokyo 2020, durante il quale conquista il titolo di Campione del Mondo e ben 9 medaglie su 18 competizioni (3 ori, 4 argenti, 3 bronzi). A causa della pandemia di Covid-19 e del rinvio delle Olimpiadi al 2021, ottiene la qualificazione nel mese di maggio, durante la prima tappa della Premier League 2021.

## Palmarès
- Mondiali

Madrid 2018: oro nei 60kg
- Europei

Novi Sad 2018: argento nei 60kg
Guadalajara 2019: argento nei 60kg
Guadalajara 2023: oro nei 60kg
- Giochi europei

Minsk 2019: bronzo nei 60kg
Cracovia 2023: bronzo nei 60kg